# Saint-Aubin-sur-Quillebeuf
Saint-Aubin-sur-Quillebeuf – miejscowość i gmina we Francji, w regionie Normandia, w departamencie Eure.
Według danych na rok 1990 gminę zamieszkiwały 424 osoby, a gęstość zaludnienia wynosiła 34 osoby/km² (wśród 1421 gmin Górnej Normandii Saint-Aubin-sur-Quillebeuf plasuje się na 511 miejscu pod względem liczby ludności, natomiast pod względem powierzchni na miejscu 225).